# 2004-es labdarúgó-Európa-bajnokság (selejtező – 6. csoport)
A 2004-es labdarúgó-Európa-bajnokság selejtezőjének 6. csoportjának mérkőzéseit tartalmazó lapja. A csoportban Spanyolország, Ukrajna, Görögország, Észak-Írország és Örményország szerepelt. A csapatok körmérkőzéses, oda-visszavágós rendszerben játszottak egymással.
Görögország kijutott a Európa-bajnokságra. Spanyolország pótselejtezőt játszott, amelyet megnyert és kijutott ez Eb-re.

## Tabella
| Hely. | Csapat         | M | Gy | D | V | G+ | G– | Gk  | P  | Továbbjutás                           |     | Görögország | Spanyolország | Ukrajna | Örményország | Észak-Írország |
| ----- | -------------- | - | -- | - | - | -- | -- | --- | -- | ------------------------------------- | --- | ----------- | ------------- | ------- | ------------ | -------------- |
| 1.    | Görögország    | 8 | 6  | 0 | 2 | 8  | 4  | +4  | 18 | Kijutott a 2004-es Európa-bajnokságra |     | —           | 0–2           | 1–0     | 2–0          | 1–0            |
| 2.    | Spanyolország  | 8 | 5  | 2 | 1 | 16 | 4  | +12 | 17 | Pótselejtezőbe került                 |     | 0–1         | —             | 2–1     | 3–0          | 3–0            |
| 3.    | Ukrajna        | 8 | 2  | 4 | 2 | 11 | 10 | +1  | 10 |                                       |     | 2–0         | 2–2           | —       | 4–3          | 0–0            |
| 4.    | Örményország   | 8 | 2  | 1 | 5 | 7  | 16 | −9  | 7  |                                       | 0–1 | 0–4         | 2–2           | —       | 1–0          |                |
| 5.    | Észak-Írország | 8 | 0  | 3 | 5 | 0  | 8  | −8  | 3  |                                       | 0–2 | 0–0         | 0–0           | 0–1     | —            |                |

## Mérkőzések
| 2002. szeptember 7. |

| Örményország                           | 2–2               | Ukrajna                    |
| -------------------------------------- | ----------------- | -------------------------- |
| Petrosyan 73' Sarkisyan 90' (11-esből) | (0–2) Jegyzőkönyv | Serebrennikov 2' Zubov 33' |

| Hanrapetakan Stadium, Jereván Nézőszám: 9000 Játékvezető: Mikko Vuorela (finn) |

| 2002. szeptember 7. |

| Görögország | 0–2               | Spanyolország       |
| ----------- | ----------------- | ------------------- |
|             | (0–1) Jegyzőkönyv | Raúl 8' Valerón 77' |

| Apostolos Nikolaidis Stadium, Athén Nézőszám: 17 000 Játékvezető: Markus Merk (német) |

| 2002. október 12. |

| Ukrajna                 | 2–0               | Görögország |
| ----------------------- | ----------------- | ----------- |
| Vorobey 51' Voronin 90' | (0–0) Jegyzőkönyv |             |

| Olimpiysky National Sports Complex, Kijev Nézőszám: 50 000 Játékvezető: René Temmink (holland) |

| 2002. október 12. |

| Spanyolország           | 3–0               | Észak-Írország |
| ----------------------- | ----------------- | -------------- |
| Baraja 19' 89' Guti 59' | (1–0) Jegyzőkönyv |                |

| Estadio Carlos Belmonte, Albacete Nézőszám: 16 000 Játékvezető: Lubos Michel (szlovák) |

| 2002. október 16. |

| Görögország        | 2–0               | Örményország |
| ------------------ | ----------------- | ------------ |
| Nikolaídisz 2' 59' | (1–0) Jegyzőkönyv |              |

| Apostolos Nikolaidis Stadium, Athén Nézőszám: 6000 Játékvezető: Darko Čeferin (szlovén) |

| 2002. október 16. |

| Észak-Írország | 0–0         | Ukrajna |
| -------------- | ----------- | ------- |
|                | Jegyzőkönyv |         |

| Windsor Park, Belfast Nézőszám: 9288 Játékvezető: Cosimo Bolognino (olasz) |

| 2003. március 29. |

| Örményország  | 1–0               | Észak-Írország |
| ------------- | ----------------- | -------------- |
| Petrosyan 86' | (0–0) Jegyzőkönyv |                |

| Hanrapetakan Stadium, Jereván Nézőszám: 10 321 Játékvezető: Roland Beck (liechtensteini) |

| 2003. március 29. |

| Ukrajna                  | 2–2               | Spanyolország           |
| ------------------------ | ----------------- | ----------------------- |
| Voronin 11' Gorshkov 90' | (1–0) Jegyzőkönyv | Raúl 83' Etxeberria 87' |

| Olimpiysky National Sports Complex, Kijev Nézőszám: 82 000 Játékvezető: Mike Riley (angol) |

| 2003. április 2. |

| Észak-Írország | 0–2               | Görögország       |
| -------------- | ----------------- | ----------------- |
|                | (0–1) Jegyzőkönyv | Charisteas 4' 55' |

| Windsor Park, Belfast Nézőszám: 7187 Játékvezető: Grzegorz Gilewski (lengyel) |

| 2003. április 2. |

| Spanyolország                        | 3–0               | Örményország |
| ------------------------------------ | ----------------- | ------------ |
| Tristán 60' Helguera 69' Joaquín 90' | (0–0) Jegyzőkönyv |              |

| Nuevo Estadio Antonio Amilivia, León Nézőszám: 13 500 Játékvezető: Alon Yefet (izraeli) |

| 2003. június 7. |

| Ukrajna                                                          | 4–3               | Örményország                               |
| ---------------------------------------------------------------- | ----------------- | ------------------------------------------ |
| Aleksandr Gorshkov 28' Shevchenko 65' (11-esből) 73' Fedorov 90' | (1–1) Jegyzőkönyv | Sarkisyan 15' (11-esből) 52' Petrosyan 74' |

| Ukraina Stadium, Lviv Nézőszám: 28 000 Játékvezető: Hermann Albrecht (német) |

| 2003. június 7. |

| Spanyolország | 0–1               | Görögország        |
| ------------- | ----------------- | ------------------ |
|               | (0–1) Jegyzőkönyv | Giannakopoulos 42' |

| La Romareda, Zaragoza Nézőszám: 32 000 Játékvezető: Alain Sars (francia) |

| 2003. június 11. |

| Görögország    | 1–0               | Ukrajna |
| -------------- | ----------------- | ------- |
| Charisteas 86' | (0–0) Jegyzőkönyv |         |

| Apostolos Nikolaidis Stadium, Athén Nézőszám: 15 200 Játékvezető: Frank De Bleeckere (belga) |

| 2003. június 11. |

| Észak-Írország | 0–0         | Spanyolország |
| -------------- | ----------- | ------------- |
|                | Jegyzőkönyv |               |

| Windsor Park, Belfast Nézőszám: 11 365 Játékvezető: Claus Bo Larsen (dán) |

| 2003. szeptember 6. |

| Örményország | 0–1               | Görögország |
| ------------ | ----------------- | ----------- |
|              | (0–1) Jegyzőkönyv | Vryzas 36'  |

| Hanrapetakan Stadium, Jereván Nézőszám: 6500 Játékvezető: René Temmink (holland) |

| 2003. szeptember 6. |

| Ukrajna | 0–0         | Észak-Írország |
| ------- | ----------- | -------------- |
|         | Jegyzőkönyv |                |

| Shakhtar Stadium, Doneck Nézőszám: 32 000 Játékvezető: Wolfgang Stark (német) |

| 2003. szeptember 10. |

| Észak-Írország | 0–1               | Örményország |
| -------------- | ----------------- | ------------ |
|                | (0–1) Jegyzőkönyv | Karamyan 27' |

| Windsor Park, Belfast Nézőszám: 8616 Játékvezető: Anton Stredak (szlovák) |

| 2003. szeptember 10. |

| Spanyolország | 2–1               | Ukrajna        |
| ------------- | ----------------- | -------------- |
| Raúl 59' 71'  | (0–0) Jegyzőkönyv | Shevchenko 84' |

| Estadio Manuel Martínez Valero, Elche Nézőszám: 39 000 Játékvezető: Terje Hauge (norvég) |

| 2003. október 11. |

| Görögország            | 1–0               | Észak-Írország |
| ---------------------- | ----------------- | -------------- |
| Cártasz 69' (11-esből) | (0–0) Jegyzőkönyv |                |

| Apostolos Nikolaidis Stadium, Athén Nézőszám: 15 500 Játékvezető: Lucílio Batista (portugál) |

| 2003. október 11. |

| Örményország | 0–4               | Spanyolország                     |
| ------------ | ----------------- | --------------------------------- |
|              | (0–1) Jegyzőkönyv | Valerón 7' Raúl 76' Reyes 87' 90' |

| Hanrapetakan Stadium, Jereván Nézőszám: 16 000 Játékvezető: Urs Meier (svájci) |